# Jordanbach (Böhme)
Der Jordanbach ist ein rechter Nebenfluss der Böhme (südwestliche Lüneburger Heide). Er fließt ausschließlich auf dem Gebiet der niedersächsischen Stadt Walsrode im Landkreis Heidekreis.

## Geographie

### Verlauf
Das Quellgebiet des gut sieben Kilometer langen Baches liegt im Vehmsmoor, dessen westliche Hälfte er entwässert. Das Moor liegt auf einer schwachwelligen Hochfläche der als Naturraum so bezeichneten Walsroder Lehmgeest. Sie bricht wenig südlich unvermittelt und bis zu 40 Meter tief zum Aller-Urstromtal ab. Der in südlicher Richtung fließende Jordanbach schneidet sich merklich in diesen Rand des Geestplateaus ein und tritt dann bei Altenboitzen in die grünlandgeprägte Talaue der Böhme aus. Anschließend folgt er dem Hangfuß nach Südwesten und mündet schließlich in die ebenfalls südwestwärts zur Aller fließende Böhme.

## Tourismus
Der Jordanbach ist Namensgeber für eine Bahnstrecke zwischen Bomlitz und Altenboitzen, die heute nur noch touristischen Zwecken dient und auf der die Arbeitsgemeinschaft Verkehrsfreunde Lüneburg e. V. einzelne Sonderfahrten mit dem Heideexpress durchführt. Die aus einer Teilstrecke der Bahnlinie Verden–Walsrode der Verden-Walsroder Eisenbahn (seit 1910) und der Bahnstrecke Bomlitz–Walsrode (seit 1915) bestehende Verbindung wird gelegentlich Jordan-Bomlitz-Bahn genannt, da sie vom Tal des Jordanbaches ins Bomlitztal führt.

## Naturschutz
Das Quellgebiet des Jordanbaches, das Vehmsmoor, steht seit 1990 unter Naturschutz (LÜ 182).